# Синдром Мёбиуса
Синдро́м Мёбиуса (врожденная лицевая диплегия) — редкая врождённая аномалия, для которой характерно отсутствие мимики лица. Патология характеризуется параличом лицевого нерва, имеет аутосомно-доминантное, аутосомно-рецессивное и X-сцепленное наследование. Основными клиническими проявлениями является ограничение подвижности, косоглазие и различная неврологическая симптоматика.
Синдром назван в честь Пауля Юлия Мёбиуса — немецкого невролога, который впервые описал синдром в 1888 году.

## Симптомы
- Отсутствие мимики
- Анатомические аномалии
- Затруднение сосания и глотания
- Изуродованная ступня (эквиноварусная косолапость)
- Ослабление функции языка

## Этиология
В медицине синдром зафиксирован в конце XIX века, однако причины развития до конца не определены, а возможности его лечения и коррекции ограничены и в настоящее время. В основе синдрома лежит врождённое недоразвитие ядер лицевого нерва.

## Диагностика и лечение
Радикальной терапии для лечения этого синдрома не существует. На каждом этапе развития ребёнка родителям рекомендуют определённую симптоматическую помощь — коррекцию косоглазия, речи, произношения и др. Психологическое облегчение больным и их родителям приносит оперативное вмешательство — взамен неработающих мышц на лице пересаживаются другие (например, с бедра). В результате такого лечения в некоторой степени восстанавливается мимика лица, возникает возможность смыкания губ.